# Petros Voulgaris
Petros Voulgaris (IPA: [ˈpetros ˈvulɣaris]) (in greco: Πέτρος Βούλγαρης; Idra, 13 settembre 1884 – Atene, 26 novembre 1957) è stato un ammiraglio e politico greco, brevemente primo ministro della Grecia dal 9 aprile al 17 ottobre 1945.

## Biografia
Nato nell'isola di Idra da George Voulgaris e Archonto Vatsaxi, dopo la morte del padre si trasferisce ad Atene con la famiglia dove frequenta l'Accademia Navale ellenica.
Partecipa alle guerre balcaniche a bordo della nave Panthir e successivamente diventa aiutante del Ministro della Marina Pavlos Kountouriotis.
Dopo la fine della prima guerra mondiale ed il fallimento delle operazioni dell'esercito greco in Asia Minore viene nominato comandante della base aeronavale di Faliro ma dopo il colpo di Stato del generale Theodoros Pangalos si dimette.
Nel 1926 dopo la fine del regime di Pangalos torna in servizio e viene nominato comandante della base navale di Salamina.
Nel 1934 viene nominato addetto militare ad Ankara e Belgrado.
A seguito del fallito golpe di Eleutherios Venizelos nel marzo 1935 viene esautorato a causa delle sue simpatie venizeliste ma nel novembre 1935, dopo la restaurazione della monarchia, viene reintegrato con il grado di Contrammiraglio della riserva.
Dopo l'invasione della Grecia da parte delle forze dell'Asse nell'aprile 1941 Voulgaris fugge in Egitto. Nel maggio 1943 viene chiamato dal governo greco in esilio a ricoprire la carica di Ministro dell’Aviazione e dopo l'ammutinamento della marina militare greca nell'aprile 1944 sostituisce Konstantinos Alexandris come capo della flotta guidando nell'ottobre dello stesso anno l'operazione per ricondurla in territorio greco.
Nell'aprile 1945 il governo moderato di Nikolaos Plastiras fu costretto a dimettersi a causa delle pressioni dei britannici – preoccupati per le crescenti attività di guerriglia del partito comunista greco – e l'Arcivescovo di Atene Damaskinos lo nominò primo ministro. Dopo pochi mesi tuttavia Voulgaris è costretto a dimettersi.
Nel 1947 viene insignito della Croce al Valore.
Muore nel 1957 a seguito di un infarto. È sepolto nel ciminitero di Atene.
| Controllo di autorità | VIAF (EN) 100689538 · ISNI (EN) 0000 0000 7115 2248 · LCCN (EN) n2009060849 |